# Rik Van Slycke
Rik Van Slycke (Gand, 3 febbraio 1963) è un dirigente sportivo, ex ciclista su strada e pistard belga.
Ciclista professionista dal 1986 al 1999, dopo il ritiro ha ricoperto ruoli di direttore sportivo: dal 2005 al 2022 è stato attivo nello staff della Quick Step, mentre dal 2023 è direttore sportivo all'Alpecin-Deceuninck.

## Palmarès

### Strada
- 1989 (Histor-Sigma-Fina, una vittoria)

Nokere Koerse
- 1990 (Histor-Sigma, una vittoria)

De Drie Zustersteden
- 1992 (Lotto-Mavic, una vittoria)

Kampioenschap van Vlaanderen

#### Altri successi
- 1987 (TeVe Blad-Eddy Merckx)

Grand Prix du Printemps a Hannut
- 1989 (Histor-Sigma-Fina)

Criterium Willebroek
- 1990 (Histor-Sigma)

Classifica traguardi volanti Étoile de Bessèges
- 1991 (Lotto-Super Club)

Criterium Wielsbeke
- 1992 (Lotto-Mavic)

Gullegem Koerse
- 1993 (Lotto-Caloi)

Grote Prijs Goffin
- 1997 (RDM-Asfra)

Criterium Haderslev

### Pista
- 1983

Campionati belgi, Americana Dilettanti (con Bert Costermans)
- 1984

Campionati belgi, Americana Dilettanti (con Robert D'Hont)
Campionati belgi, Inseguimento a squadre Dilettanti (con Erwin Buysse, Gilbert Kaes e Freddy Keisse)
- 1985

Campionati belgi, Americana Dilettanti (con Bert Costermans)
Campionati belgi, Inseguimento a squadre Dilettanti (con Erwin Buysse, Didier De Witte e Laurenzo Lapage)
- 1990

Campionati belgi, Omnium
- 1995

Campionati belgi, Corsa a punti

## Piazzamenti

### Grandi Giri
- Tour de France

1988: 137º
1989: 98º
1991: 142º
1992: 124º
1993: ritirato (11ª tappa)
- Vuelta a España

1988: fuori tempo massimo (8ª tappa)

### Classiche monumento
- Milano-Sanremo

1991: 113º
1992: 125º
1993: 152º
- Giro delle Fiandre

1989: 57º
1990: 112º
1991: 43º
1992: 45º
1993: 63º
1994: 39º
- Parigi-Roubaix

1989: 39º
1990: 38º
1991: 59º
1992: 51º
1993: 33º